# Euchresta japonica
Euchresta japonica là một loài thực vật có hoa trong họ Đậu. Loài này được Regel miêu tả khoa học đầu tiên.